# Мынгыр, Гюльджан
Гюльджан Мынгыр — турецкая легкоатлетка, которая специализируется в беге на 3000 метров с препятствиями.
Выступления на международных соревнованиях начала в 2007 году. В 2008 году на чемпионате мира среди юниоров заняла 12-е место. Чемпионка Европы среди молодёжи 2011 года. На чемпионате мира 2011 года в Тэгу не смогла пробиться в финал. Выступала на олимпийских играх 2012 года, но не смогла выйти в финал. В 2013 году выиграла бронзовую медаль на Универсиаде в Казани.
В настоящее время владеет рекордом Турции — 9.13,53.